# Andy Wood (Skeletonpilot)
Andy Wood (* 15. Februar 1979 in Hillingdon) ist ein britischer Skeletonfahrer.
Andy Wood begann 2003 mit dem Skeletonsport und gehört seit 2004 zum britischen Nationalkader. Der Londoner wird von Mark Wood und Danny Holdcroft trainiert. Sein erstes bedeutendes Rennen war die Britische Meisterschaft 2004, wo er den zehnten Platz belegte. Für die Saison 2004/05 qualifizierte er sich in den nationalen Vorausscheidungen seines Verbandes für den Skeleton-Europacup und gab sein internationales Debüt als 15. im November 2004 in Igls. Bei den nationalen Meisterschaften 2005 wurde er Fünfter. In der folgenden Saison belegte er in Königssee als Neunter erstmals einen Platz unter den besten Zehn im Europacup, als Vierter bei den britischen Meisterschaften verpasste er zudem eine Medaille nur knapp. Die Saison 2006/07 fuhr Wood im Skeleton-America’s-Cup. Dort belegte er in den sechs Rennen drei Zweite und drei Dritte Plätze und gewann die Gesamtwertung. Anschließend gewann er sein erstes Europacup-Rennen in Winterberg. Durch die guten Leistungen rückte er in den Skeleton-Weltcup auf und debütierte im Februar 2007 in Cesana Pariol. In seinem zweiten Rennen wurde der Brite in Winterberg 16. und erreichte mit der Leistung sein bislang bestes Weltcup-Ergebnis. Saisonhöhepunkt wurde die Teilnahme an der Skeleton-Europameisterschaft 2007 in Königssee, wo Wood aber nur einen eher enttäuschenden 24. Rang erreichte. 2007/08 fuhr er im neu geschaffenen Skeleton-Intercontinentalcup. Dort erreichte er in Winterberg und Calgary dritte Ränge und belegte diese Platzierung auch in der Gesamtwertung. Zudem erreichte er mehrere gute Ergebnisse in America’s-Cup-Rennen.